# Lavin Skee
Lavin Skee è un personaggio dei fumetti creato da Greg Pak (testi) e Carlo Pagulayan (disegni), pubblicato dalla Marvel Comics. È comparso per la prima volta in The Incredibile Hulk (terza serie) n. 92 (aprile 2006), durante la saga Planet Hulk.

## Storia
Lavin Skee è la guardia del corpo di un ricco e importante nobile di Sakaar e di sua figlia Elloe Kaifi. Quando viene scoperto a complottare contro il dispotico Re Rosso, i tre vengono condannati a diventare gladiatori.

### Planet Hulk
Dopo essere stati condannati, Lavin Skee, Elloe Kaifi e suo padre vengono costretti a uccidere altri gladiatori in un'arena. Quando il padre di Elloe viene ucciso, gli ultimi rimasti in vita sono Lavin, Elloe, Hulk, Korg, Hiroim, Senza nome della covata e Miek. I sopravvissuti decidono quindi di unirsi e fondano i Fratelli di guerra, che, come gladiatori, compiono imprese straordinarie. Durante un banchetto in onore della loro ultima vittoria, la sala viene attaccata da alcuni ribelli che sperano che Hulk possa combattere al loro fianco per rovesciare il Re Rosso: sorprendentemente, solo Elloe si dimostra interessata all'offerta, mentre il resto dei Fratelli di guerra declina l'offerta. Intanto, Lavin Skee era da tutt'altra parte, a gestire i rapporti con i fan dei Fratelli di guerra, diventati una vera e propria celebrità su Sakaar. Mentre le Teste di Morto, l'élite militare del Re Rosso, intervengono ad arrestare i ribelli, anche Elloe viene fatta prigioniera e, solo apparentemente, giustiziata. Quando Lavin Skee lo viene a sapere, è preso dal rammarico e dai sensi di colpa perché il suo dovere era quello di proteggerla. Gli scontri dei Fratelli di guerra continuano fino a che non giungono agli ultimi tre combattimenti che, se vinti, avrebbero garantito loro la libertà. Per evitare la loro sopravvivenza, il Re Rosso decide che il primo scontro sarebbe consistito in una bomba che avrebbe fatto detonare sopra di loro. Hulk, scagliandosi contro la bomba, riesce a salvare i suoi amici, ma Lavin Skee perde un braccio nell'esplosione. Subito inizia il secondo incontro, uno scontro frontale con un contingente di Teste di Morto, considerate imbattibili. Qui Lavin, nonostante sia in fin di vita per la lesione subita al braccio, prende in mano una spada e combatte eroicamente. Quando Hulk interviene distruggendo facilmente le Teste di Morto, ormai per Lavin Skee è troppo tardi: l'orgoglioso guerriero incontra una fine eroica.

## Poteri e abilità
Lavin Skee è un guerriero addestrato nel combattimento corpo a corpo e nell'uso delle armi, ha dimostrato una grande sopportazione del dolore e di saper combattere egregiamente nonostante la perdita del braccio.

## Altri media

### Animazione
Lavin Skee compare in Planet Hulk.